# Illusions perdues (film, 1941)
Pour les articles homonymes, voir Illusions perdues (homonymie).
Pour plus de détails, voir Fiche technique et Distribution.
Illusions perdues (That Uncertain Feeling) est un film américain réalisé par Ernst Lubitsch, sorti en 1941.

## Synopsis
Jill et Larry Baker forment un couple modèle, mais madame Baker souffre de crises de hoquets. Sur les conseils d'une amie, elle va consulter un psychanalyste. Celui-ci lui suggère qu'elle se sent négligée par un mari accaparé par ses affaires. Alors qu'elle se rend à une nouvelle séance, elle rencontre dans la salle d'attente Alexander Sebastian, un pianiste misanthrope qui va l'initier au monde de l'art. Elle en tombe amoureuse. Larry Baker, prenant conscience de la situation, va essayer de la reconquérir.

## Fiche technique
- Titre : Illusions perdues
- Titre original : That Uncertain Feeling
- Réalisation : Ernst Lubitsch, assisté de Horace Hough et de Lee Sholem (non crédité)
- Scénario : Walter Reisch, Donald Ogden Stewart d'après Divorçons, une pièce de Victorien Sardou et Émile de Najac, créée à Paris le 6 décembre 1880
- Musique : Werner R. Heymann
  - Orchestrations : Sidney Cutner (non crédité)
- Direction de la photographie : George Barnes, Merritt B. Gerstad (photographie additionnelle, non crédité)
- Montage : William Shea
- Décors (direction artistique) : Alexander Golitzen
- Costumes de Merle Oberon : Irene
- Son : Arthur Johns
- Production : Ernst Lubitsch
  - Production associée : Sol Lesser
  - Direction de production : Barney Briskin
- Société de production : Ernst Lubitsch, Sol Lesser Productions
- Société de distribution : United Artists (USA), Les Films Marceau (France)
- Pays de production :  États-Unis
- Langue originale : anglais
- Format : noir et blanc - 1,37:1 - 35 mm - mono (Western Electric Mirrophonic Recording)
- Genre : comédie, comédie de remariage
- Durée : 84 minutes
- Dates de tournage : octobre à décembre 1940
- Dates de sortie :
  - États-Unis : 17 avril 1941 (première à Des Moines) ; 20 avril 1941 (sortie nationale)
  - France : 12 février 1947

## Distribution
- Merle Oberon : Jill Baker
- Melvyn Douglas : Larry Baker
- Burgess Meredith : Alexander Sebastian
- Alan Mowbray : Dr Vengard
- Olive Blakeney : Margie Stallings
- Harry Davenport : Jones, avocat de Larry
- Sig Ruman : M. Kafka, client potentiel de Larry
- Eve Arden : Sally Aikens, secrétaire de Jones
- Richard Carle : Albert, le majordome des Baker
- Rolfe Sedan (non crédité) : le vendeur de tableaux
- Mary Currier (non créditée) : la femme de chambre
- Jean Fenwick (non créditée) : l'infirmière du Dr Vengard
- Bess Flowers (non créditée) : une femme aux toilettes
- Gisela Werbisek (non créditée) : une invitée hongroise au dîner des Baker

## Commentaire
Le film appartient au genre de la comédie de remariage décrit par Stanley Cavell,.